# Christian Rinmad
Christian Rinmad, tidigare Christian Hollbrink, född 8 januari 1980 i Stockholm, är en svensk skådespelare. Han gick på Scenskolan i Stockholm 2003–2007.

## Filmografi (urval)
- 2003 – Ondskan (okrediterad)
- 2003 – Cleo (TV-serie)
- 2003 – Spung (TV-serie)
- 2005 – Lasermannen (TV-serie)
- 2006 – Storm
- 2006 – Keillers park
- 2007–2008 – Andra Avenyn (TV-serie)
- 2009 – Göta kanal 3 – Kanalkungens hemlighet